# Рамин, Гюнтер
Гюнтер Вернер Ханс Рами́н (нем. Günther Werner Hans Ramin; 15 октября 1898, Карлсруэ — 27 февраля 1956, Лейпциг) — немецкий органист и хоровой дирижёр, композитор, хормейстер.
Учился в лейпцигской школе Святого Фомы. С 11 лет пел в хоре Святого Фомы, где обратил на себя внимание известного органиста Карла Штраубе. Затем поступил в Лейпцигскую консерваторию, где, помимо Штраубе, его наставниками были Роберт Тайхмюллер (фортепиано) и Штефан Крель (композиция). Был призван на военную службу в конце Первой мировой войны, но в связи с назначением 1 декабря 1918 года на должность органиста в церкви Святого Фомы отозван из армии. С 1920 г. также органист Гевандхауза и преподаватель Лейпцигской консерватории, с 1922 г. возглавлял Лейпцигский студенческий хор. С начала 1930-х гг. делил своё время между Лейпцигом, где в 1933 г. возглавил хор Гевандхауза, а в 1939 г. сменил Штраубе на посту кантора церкви Святого Фомы, и Берлином, где был хормейстером Берлинского филармонического хора и профессором Берлинской Высшей школы музыки.
После Второй мировой войны Рамин остался в ГДР, сохранив за собой пост кантора церкви Святого Фомы. Он продолжал гастролировать как органист-виртуоз, в том числе посетил СССР в 1953 году и Южную Америку в 1954-м. Будучи крупным специалистом по исполнению музыки Иоганна Себастьяна Баха, он возглавил Баховское общество ГДР, руководил Баховскими праздниками в Лейпциге, а в 1950 г. был президентом первого Международного конкурса имени Иоганна Себастьяна Баха. В 1949 г. Рамин стал почётным доктором Лейпцигского университета, в 1950 г. ему была присуждена Государственная премия ГДР второй степени.
Среди учеников Рамина, в частности, Хельмут Вальха, Карл Зееман, Карл Рихтер, Вольфганг Шетелих.

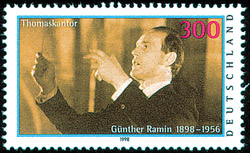
Почтовая марка Германии 1998 г.

Изображен на почтовой марке ГДР 1957 года и Германии 1998 г.